# St. Katharina (Jasberg)

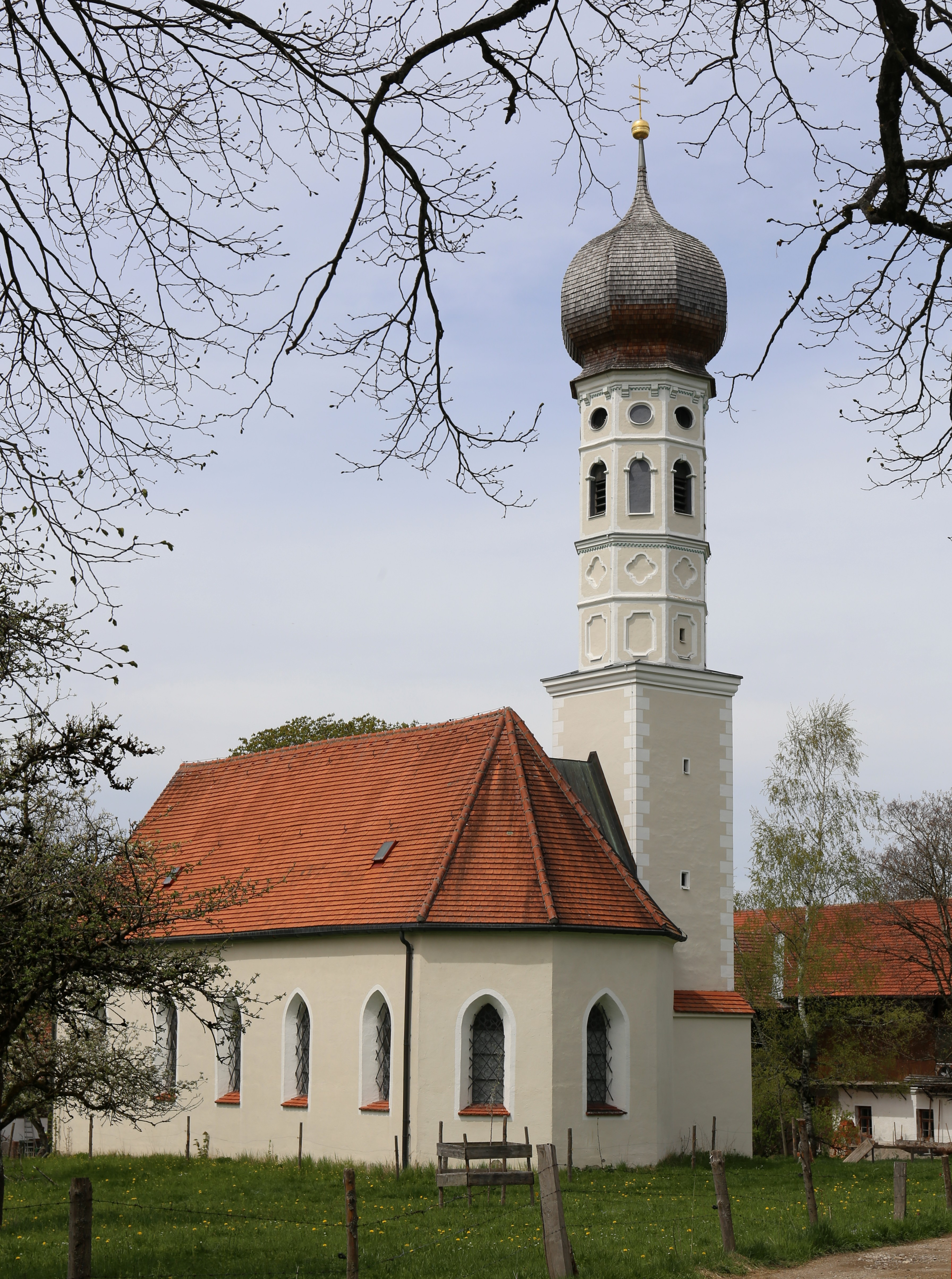
St. Katharina in Jasberg

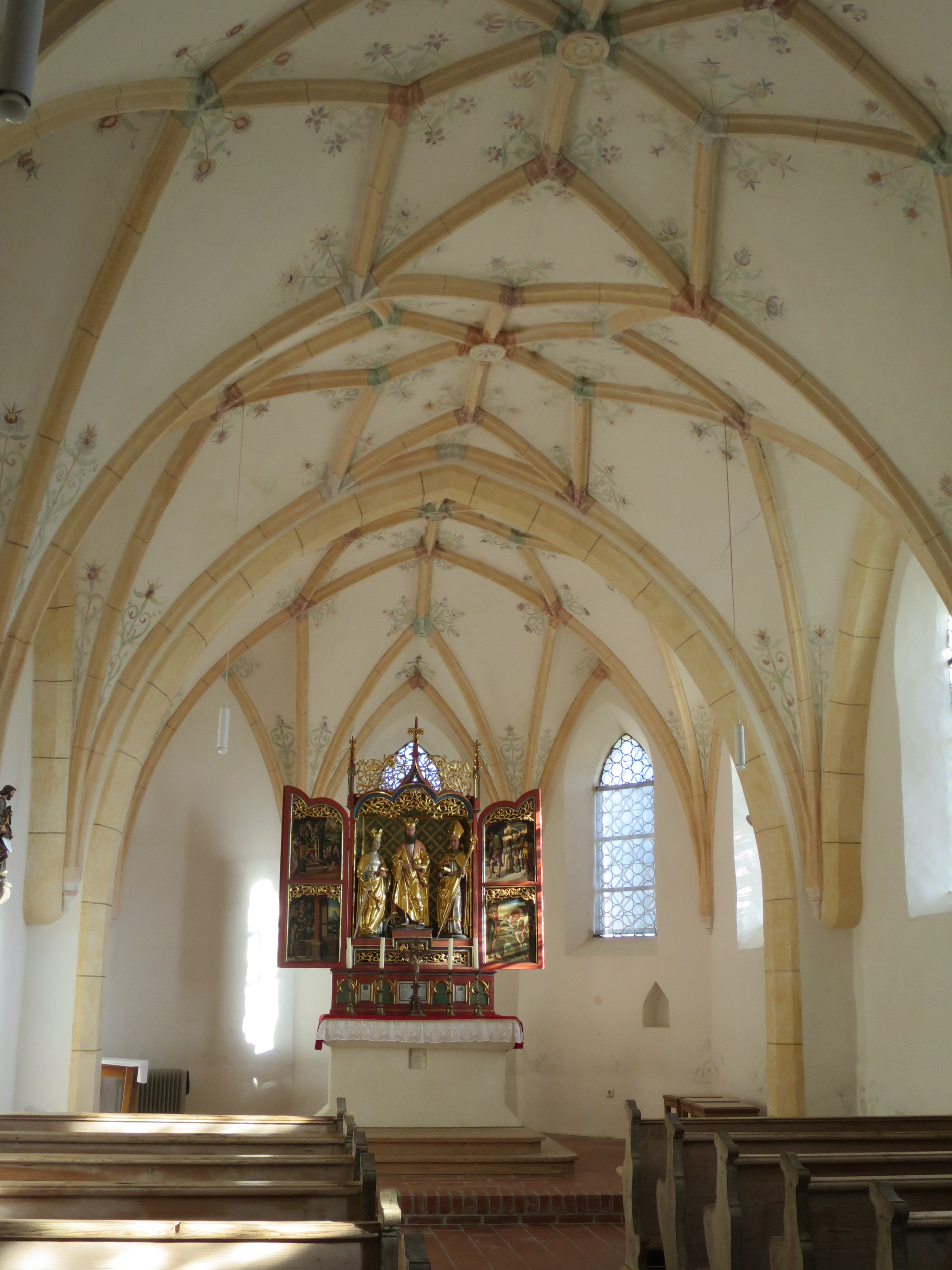
Chor mit Flügelaltar

Die römisch-katholische Filialkirche St. Katharina, ehemals St. Quirin, steht in Jasberg, einem Gemeindeteil von Dietramszell im oberbayerischen Landkreis Bad Tölz-Wolfratshausen. Das Bauwerk ist in der Liste der Baudenkmäler in Dietramszell als Baudenkmal unter der Nr. D-1-73-118-94 eingetragen. Die Kirche gehört zum Pfarrverband Otterfing im Dekanat Miesbach des Erzbistums München und Freising.

## Beschreibung
Die spätgotische Saalkirche wurde anstelle des Vorgängerbaus von 1419 zwischen 1524 und 1546 neu erbaut und 1668 barock umgestaltet. Sie besteht aus dem Langhaus zu vier Jochen, dem Chor mit Fünfachtelschluss im Osten und dem Chorflankenturm an der Nordwand des Chors. Der im Grundriss quadratische untere Teil des Turmschafts aus gotischer Zeit trägt mit einer barocken Zwiebelhaube abgeschlossene achteckige Obergeschosse, in denen sich der Glockenstuhl befindet.
Die Innenräume sind mit Netzgewölben überspannt. Der Hochaltar ist ein Flügelaltar. Im Schrein wird Quirinus von Neuss von Katharina von Alexandrien und Augustinus von Hippo flankiert.